# Bizacena
Bizacena (lat. Byzacena), starorimska provincija na području sjeverne Afrike odnosno na teritoriju današnjeg Tunisa. Osnovao ju je rimski car Dioklecijan kad je podijelio provinciju Afriku na tri manje: Zeugitanu na sjeveru, kojom je vladao prokonzul i koju se nazivalo Proconsularis kao staru provinciju Africu Proconsularis od koje je i nastala, Byzacenu i Tripolitaniju na jugu. 
Položajem je odgovarala današnjoj tuniškoj regiji Sahel.
Grad Hadrumetum (današnja Sousse) je postao glavnim gradom novoutemeljene provincije, čiji upravitelj je bio u rangu consularisa. U tom je razdoblju Byzacena bila drugim važnim gradom, iza Kartage, koja je bila najvažniji grad u rimskoj Africi. 